# Straub-Huillet
Straub-Huillet son los apellidos de un matrimonio de cineastas franceses, con los que firmaron sus trabajos cinematográficos.
El matrimonio estaba compuesto por Jean-Marie Straub (Metz, Francia, 8 de enero de 1933 - Rolle, Suiza; 20 de noviembre de 2022) y su esposa Danièle Huillet (París, 1 de mayo de 1936-París, 9 de octubre de 2006). Juntos trabajaron (sobre todo en Alemania y en Italia) e hicieron dos docenas de filmes entre 1963 y 2006. La obra de estos dos directores de cine franceses destaca por su ascetismo, rigor y estilo intelectual.

## Biografía
Jean-Marie Straub conoció a Danièle Huillet siendo estudiante, en 1954. Se casaron en 1959 y trabajaron siempre unidos: la firma Straub-Huillet es una referencia constante de su trabajo.
Straub estuvo relacionado con la cinefilia parisina de entonces y fue amigo de François Truffaut. Entre 1954 y 1958, Straub trabajó como asistente de directores de la talla de Robert Bresson, Abel Gance, Jean Renoir y Jacques Rivette. Pero su obra es en buena parte alemana, aunque ha sido asociado vagamente a la Nouvelle vague.
Straub (el más conocido de los dos por ser relativamente extrovertido y desde luego varón) y Huillet hicieron su primer film sobre un texto de Heinrich Böll, Machorka-Muff, en 1963; era un cortometraje de 18 minutos.
El siguiente fue No Reconciliados, de 55 minutos, asimismo basado en una novela de Heinrich Böll, con una mirada muy crítica sobre la sociedad, posición que mantuvieron de por vida.
Su difusión empezó claramente con la Crónica de Anna Magdalena Bach, de 1968, basado en el escrito atribuido por error a la mujer de Johann Sebastian Bach y con la música de éste que lleva ese nombre.
En su larga carrera, adaptaron dos óperas de Arnold Schoenberg -Moses und Aron (1975) y Von heute auf morgen (1997)-, y Amerika de Franz Kafka (1984) -con el título Klassenverhältnisse-, notable lectura de este escrito capital de la literatura centroeuropea. Sus películas tienen siempre fuentes de inspiración literarias.
Straub vive entre Roma y París. Lo más importante de su filmografía está agrupada en 4 paquetes de DVD grabados en España. Straub afirma que sus filmes no son rigurosos y abstractos, sino sensuales y eróticos a pesar de las apariencias; tratan de dar a cada cual un instante que transcurre, y que es irremplazable.
Danièle Huillet. ( 1 de mayo de 1936-9 de octubre de 2006) trabajó casi siempre junto a su marido, Jean-Marie Straub, al que conoció con dieciocho años. Desde 1969 residió en Italia y su obra se destaca por haber llevado a la gran pantalla conocidos textos literarios. Junto a Jean-Marie, preparaban los proyectos cinemátográficos de manera completa: guion, producción, montaje y dirección. Entre sus obras destaca Crónica de Anna Magdalena Bach (1967). Poco antes de su fallecimiento fue galardonada por su trabajo en la Mostra de Venecia. Pedro Costa, director de cine portugués, dedicó a Danièle Huillet la película Où gît votre sourire enfoui? en 2002.

## Filmografía
- Machorka-Muff (1963)
- Nicht versöhnt oder Es hilft nur Gewalt wo Gewalt herrscht (1965), No reconciliados según H. Böll.
- Chronik der Anna Magdalena Bach (1968), Crónica de Anna Magdalena Bach.
- Der Bräutigam, die Komödiantin und der Zuhälter (1968)
- Les Yeux ne veulent pas en tout temps se fermer, ou Peut-être qu'un jour Rome se permettra de choisir à son tour (1970)
- Geschichtsunterricht (1972)
- Einleitung zu Arnold Schoenbergs Begleitmusik zu einer Lichtspielscene (1973)
- Moses und Aron (1975)
- Fortini/Cani (1976)
- Toute révolution est un coup de dés (1977) Toda revolución es una tirada de dados
- Dalla nube alla resistenza (1979)
- En rachâchant (1982)
- Trop tot, trop tard (1982)
- Klassenverhältnisse (1984), Relaciones de clase, sobre América de Kafka.
- Der Tod des Empedokles (1987), La muerte de Empédocles
- Schwarze Sünde (1989)
- Paul Cézanne im Gespräch mit Joachim Gasquet (1989), Cézanne.
- Die Antigone des Sophokles nach der Hölderlinschen Übertragung für die Bühne bearbeitet von Brecht 1948 (Suhrkamp Verlag, 1992).
- Lothringen! (1994), Humillados
- Von heute auf morgen (1997).
- Sicilia! (1999).
- Operai, contadini (2001).
- Il Ritorno del figlio prodigo - Umiliati (2003).
- Une visite au Louvre (2004).
- Quei loro incontri (2006).
- Europa 2005, 27 octobre (2006).

## Premios y distinciones
| Año  | Categoría     | Resultado |
| ---- | ------------- | --------- |
| 2006 | León especial | Ganadores |

Festival Internacional de Cine de Berlín
| Año  | Categoría    | Película             | Resultado |
| ---- | ------------ | -------------------- | --------- |
| 1973 | Oso de Plata | Die Sachverständigen | Ganador   |
| 1984 | Oso de plata | Klassenverhältnisse  | Ganadores |

## Libros
- Barton Byg, Landscapes of Resistance: The German Films of Daniele Huillet and Jean-Marie Straub, 1995
- Ursula Boser, The Art of Seeing, the Art of Listening: The Politics of Representation in the Work of Jean-Marie Straub and Daniele Huillet, 2004
- Jacques Aumont, The Invention of Place: Danièle Huillet and Jean-Marie Straub's Moses and Aaron (2006). En M. Lefebvre (ed.), Landscape and Film, Londres y Nueva York, Routledge, 2009
- Benoît Tuquety, Danièle Huillet et Jean-Marie Straub «objectivistes» en cinéma, Lausana, L’Âge d’homme, 2009

## Literatura
- Jean-Marie Straub. Chronik der Anna Magdalena Bach, Frankfurt am Main, ed. Filmkritik, 1969
- Richard Roud. Jean-Marie Straub, Londres, Secker & Warburg, 1971
- Jean-Marie Straub/Hartmut Bitomsky/Peter Nestler. Kommerzielle Zensur. Con 12 ilustraciones, Múnich, Filmkritiker-Kooperative, 1974 (= Filmkritik 209)
- FILMKRITIK. Jahrgang 1975, Nr. 5/6. Daniele Huillet/Jean-Marie Straub: Moses und Aron. Con el guion completo, Múnich: Filmkritiker Kooperative, 1975
- Peter W. Jansen, Wolfram Schütte (eds.) Herzog, Kluge, Straub, Múnich, Hanser, 1976
- Danièle Huillet, Jean-Marie Straub. Klassenverhältnisse, Frankfurt am Main, ed. Fischer Taschenbuch, 1984
- Angela Summereder. Die deutschsprachigen Filme von Jean-Marie Straub und Danièle Huillet, Univ. de Viena, Diss. 1992
- Barton Byg. Landscapes of Resistance: The German Films of Daniele Huillet and Jean-Marie Straub, Univ. of California Press, 1995
- Jean-Marie Straub, Danielle Huillet. Conversations en archipel, por François Albéra ... Bajo dir. de Anne-Marie Faux, Milán, Mazzotta, 1999
- Il cinema di Jean-Marie Straub e Danièle Huillet : quando il verde della terra di nuovo brillerà, ed. Piero Spila, Roma, Bulzoni, 2001
- Ursula Böser. The Art of Seeing, the Art of Listening: The Politics of Representation in the Work of Jean-Marie Straub and Daniele Huillet, Frankfurt am Main [etc.], Peter Lang, 2004
- Jean-Marie Straub, Danielle Huillet. Las uvas de la ira y de la ternura. Retrospectivo de Daniele Huillet / Jean-Marie Straub y las películas seleccionadas de John Ford. Retrospectiva de la Bienal y el Museo del Cine de Austria, 1 a 31 de octubre de 2004, Museo del Cine de Austria. Concepto y selección de texto: Astrid Johanna Ofner, Bienal de Viena, 2004 - 207 pp.
- Emilie Bickerton. Eine kurze Geschichte der Cahiers du cinéma, 2010, ISBN 978-3-03734-126-1 (A short history of Cahiers du cinema, Londres [u.a]: Verso, c2009, ISBN 978-1-84467-232-5)
- Manuel Ramos, "Nombrar, Resistir, de los títulos en el cine de Straub y Huillet", en Manuel Asin and Chema Gonzalez (eds.), Jean-Marie Straub y Danièle Huillet: Hacer la revolución es volver a colocar en su sitio cosas muy antiguas pero olvidadas, Museo Nacional Centro de Arte Reina Sofía, Madrid, 2016, pp.127-143